# Si no t'hagués conegut
Si no t'hagués conegut ("Si no te hubiera conocido" en castellano, "If I hadn't met you" en inglés) es una serie de televisión catalana emitida por la cadena TV3 desde el 15 de octubre de 2018 hasta el 17 de diciembre de 2018. Es una idea original de Sergi Belbel, producida por Diagonal TV en colaboración con TV3 y protagonizada en los papeles principales por Pablo Derqui, Andrea Ros y Mercedes Sampietro.

## Argumento
Eduard (Pablo Derqui) un hombre de negocios de mediana edad, felizmente casado con Elisa (Andrea Ros) y padre de dos hijos, ve como su vida da un giro inesperado a causa de un trágico accidente que él provoca de manera indirecta. Ni su familia ni sus mejores amigos pueden hacer algo para mitigar su dolor. Una anciana misteriosa de nombre Liz Everest (Mercedes Sampietro), quien dice ser una científica retirada, le propone a Eduard que se preste a un experimento peligroso que le cambiará la vida inesperadamente.

## Reparto
- Pablo Derqui - Eduard Marina
- Mercedes Sampietro - Liz Everest
- Andrea Ros - Elisa
- Paula Malia - Clara
- Javier Beltrán - Òscar Vila
- Berta Garcia (Galo) - Carla
- Joel Bramona - Jan
- Sergi López - Manel
- Montse Guallar - Maria
- Abel Folk - Joan
- David Vert - Pere
- Muguete Franco - Tere
- Miquel Garcia - Lluis
- Eli Iranzo - Roser
- Edgar Moreno - Narcís
- Mariona Schilt - Elisa pequeña
- Olalla Escribano - Míriam
- Òscar Jarque - doble Eduard

## Episodios
| N.º (serie) | Título                        | Fecha de emisión        | Espectadores | Cuota  |
| ----------- | ----------------------------- | ----------------------- | ------------ | ------ |
| 1           | Si no l'hagués conegut        | 15 de octubre de 2018   | 476 000      | 17,8 % |
| 2           | La clau                       | 22 de octubre de 2018   | 332 000      | 12,9 % |
| 3           | No es coneixeran              | 29 de octubre de 2018   | 301 000      | 12,3 % |
| 4           | No l'hauria hagut de conèixer | 5 de noviembre de 2018  | 303 000      | 11,4 % |
| 5           | El petó                       | 12 de noviembre de 2018 | 273 000      | 10,5 % |
| 6           | No hi entro                   | 19 de noviembre de 2018 | 254 000      | 9,2 %  |
| 7           | És i no és                    | 26 de noviembre de 2018 | 289 000      | 10,9 % |
| 8           | Les ales d'una papallona      | 3 de diciembre de 2018  | 253 000      | 9,4 %  |
| 9           | Ciències o lletres            | 10 de diciembre de 2018 | 224 000      | 9,3 %  |
| 10          | Zero                          | 17 de diciembre de 2018 | 268 000      | 10,1 % |